# توني كالدر
توني كالدر (بالإنجليزية: Tony Calder)‏ هو مدير مواهب ورائد ووكيل مواهب بريطاني، ولد في 27 يوليو 1943، وتوفي في 2 يناير 2018 بسبب ذات الرئة.

## وصلات خارجية
- توني كالدر على موقع ميوزك برينز (الإنجليزية)
- توني كالدر على موقع ديسكوغز (الإنجليزية)